# Domaine de la Tour
Le domaine de la Tour est un domaine situé à Saint-Chaptes et faisant l’objet d’un classement au titre des monuments historiques en 2011.

## Historique
Les Templiers érigent une Commanderie en 1212 à Saint-Chaptes (dont le nom latin est Villa Sancta Agatha) au bord du gardon.
La tour des Templiers domine encore aujourd'hui le Domaine.
En 1307, les Templiers sont arrêtés dans toute la France. La commanderie de La Tour de Gastigne est alors donnée par le roi Philippe le Bel à Guillaume de Nogaret en récompense de ses services.

## Description